# Peacemaker Kurogane
Peacemaker Kurogane (PEACE MAKER鐵, Pīsu Meikā Kurogane) é uma série de mangá e anime histórico de ficção criado por Nanae Chrono. A série se passa no século XIX no Japão, antes da Restauração Meiji, enquanto as sementes da revolução estavam sendo plantadas. A história se foca em um garoto, Ichimura Tetsunosuke, que se une a Shinsengumi para tornar-se mais forte a fim de vingar a morte de seus pais. A série recebeu adaptação para anime pelo estúdio GONZO, com 24 episódios exibidos na TV Asahi entre 2003 e 2004.
A primeira série de mangá, Shinsengumi Imon Peacemaker (新撰組異聞PEACE MAKER), foi publicado pela Enix. A série seguinte, Peace Maker Kurogane, foi publicado por outra empresa, Mag Garden, que parou temporiariamente com o projeto em 2005.
A partir de janeiro de 2010 é exibido, pelo canal de TV TBS(Japão), todas as quartas, o drama Shinsengumi Peacemaker, baseado no mangá.